# Mape (Ort, Opa)
Mape ist ein osttimoresischer Ort im Suco Opa (Verwaltungsamt Lolotoe, Gemeinde Bobonaro).
Das Dorf liegt im Norden der Aldeia Mape, auf einer Meereshöhe von 580 m. Eine Piste verbindet die Siedlung mit Lolotoe im Norden, dem Hauptort des Verwaltungsamtes. Mape bildet als Straßendorf einen Streifen entlang dieser Piste, die im Süden in einen kleinen Dorfplatz endet. Eine Abzweigung führt in das südwestliche, benachbarte Dorf Tepa, dessen Dorfstraße parallel zu Mape verläuft. Die Piste führt dann weiter nach Westen, über den Fluss Foura, der hier einen Bogen um die beiden Siedlungen schlägt, bis in das drei Kilometer entfernte Dorf Oburo im Suco Deudet.
Im Mape befinden sich einen Grundschule und ein Friedhof.